# Apsil biseta
Apsil biseta är en tvåvingeart som beskrevs av Malloch 1934. Apsil biseta ingår i släktet Apsil och familjen husflugor. Inga underarter finns listade i Catalogue of Life.